# Dug G
Dug G, de son vrai nom Jean-Hubert Valcourt, né le 10 septembre 1982 à Port-de-Paix, est un rappeur haïtien, photographe et présentateur de radio. Il est l’un des pionniers du mouvement rap créole en Haïti.

## Biographie

### Enfance
Dug G a ouvert les yeux à la lumière du soleil à Port-de-Paix, en Haïti. Il est l'aîné d'une famille de cinq enfants avec pour parents : Duguay Michel Valcourt et Margarette Eugene. Il a fait ses études primaires chez les Frères de l'Instruction Chrétienne Saint Joseph de sa ville natale. Par la suite, il est admis au Collège Notre Dame de Lourdes où il a fait son secondaire. 

### Débuts
La musique, en particulier le hip-hop, prend vite une place d'importance dans la vie de Dug G depuis son très jeune âge. En effet, il était en 7e année fondamentale, première année du secondaire, quand, dans le cadre des élections présidentielles de son école, il s'est fait connaitre par son talent de rappeur. C'est cette prestation qui lui a valu sa place au sein du groupe Cosmic Rap Boys qu'il a du quitter dans peu de temps sous l'exigence de sa mère qui ne voulait pas que son fils devienne rappeur. Pourtant, un peu plus tard, Dug G, avec Lova Man et Young MC, a fondé sa première formation musicale dans la ville de Port-de-Paix : Lova Man And His Crew. En raison du départ des deux autres membres vers les États-Unis, l'aventure n'a pas continué. Plus tard, Dug G a récidivé en fondant un nouveau groupe : Osmoz, avec trois amis. Cette aventure s'est à nouveau arrêtée quand Dug G a dû quitter sa ville natale pour entrer à Port-au-Prince pour faire des études universitaires.

### Succès confirmé
A Port-au-Prince, il a commencé par se faire connaitre à travers les ondes de Radio Planet Kreyol où il présentait l'émission Rap'Rocher. Pour aider davantage à la promotion du Rap en Haïti, avec d'autres amis comme Pikan, il a fondé RockFam Records Entertainment. Ce qui, un peu plus tard, a donné  naissance à RockFam Lame a. Dug G était l'un des membres les plus populaires de ce groupe avec lequel il a réalisé trois albums (« Saw pa ka konprann », « Yon lòt vizyon », « Pa gen pase n »), cinq meringues carnavalesques et plusieurs concerts et festivals tant en Haïti qu'à l'étranger. 
Depuis 2009, il quitte le groupe pour se lancer en solo. Il justifie ce choix de partir en ces termes : « RockFam a des lois qui privent l’artiste d'une liberté de création personnelle et d’initiatives lucratives ». 
Kenbe m si w kapab est son premier album solo sorti le 26 décembre 2010. Deux ans plus tard, soit en 2012, il revient avec Men vibe la, un nouvel album de 17 morceaux réalisé en collaboration avec 17 producteurs et une pléiade d'artistes de différentes tendances musicales.

### Homme d'affaires
Depuis son départ du groupe RockFam, il crée, en 2010 sa propre maison de disques : « Piwo Records » dont le répertoire est très riche. Par exemple, « Piwo Records » a déjà produit plusieurs albums comme : celui de Dailand Crew, le premier disque de DRZ, le premier album de Zomò ; au moins 3 mixtapes de Dug G, les deux mixtapes de Blaz Z, le tout premier de Tonimix. Par ailleurs, « Piwo Records » a déjà collaboré avec d'autres maisons de productions internationales comme Melody Makers, la propriété de l’haitiano-américain Jeff Wainwright,.

## Discographie

### Rockfam Lame a
- 2007 : Saw pa ka konprann
- 2008 : Yon lot vizyon
- 2009 : Pa gen pase’n

### Solo
- 2010 : Kenbe’m si’w kapab (DugMatiste Vol.1)
- 2012 : Men Vibe la (Mixtape)
- 2014 : 2.0 Reloaded (Mixtape)
- 2014 : Bon komisyon (DugMatiste Vol.2)
- 2016 : The Remixtape (Mixtape)
- 2017 : “Anmè Kou Fye’l” Featuring Izolan.

### Piwo Record & Mafia Republiq
- 2015 : Plis Motivasyon
- 2018 : Ak fos
- 2022 : PIWO Records Beat Of Vol. 1
- 2022 : Piwo Records Decennie
- 2022 : Bo$$ Moves